# Linsey Dawn McKenzie

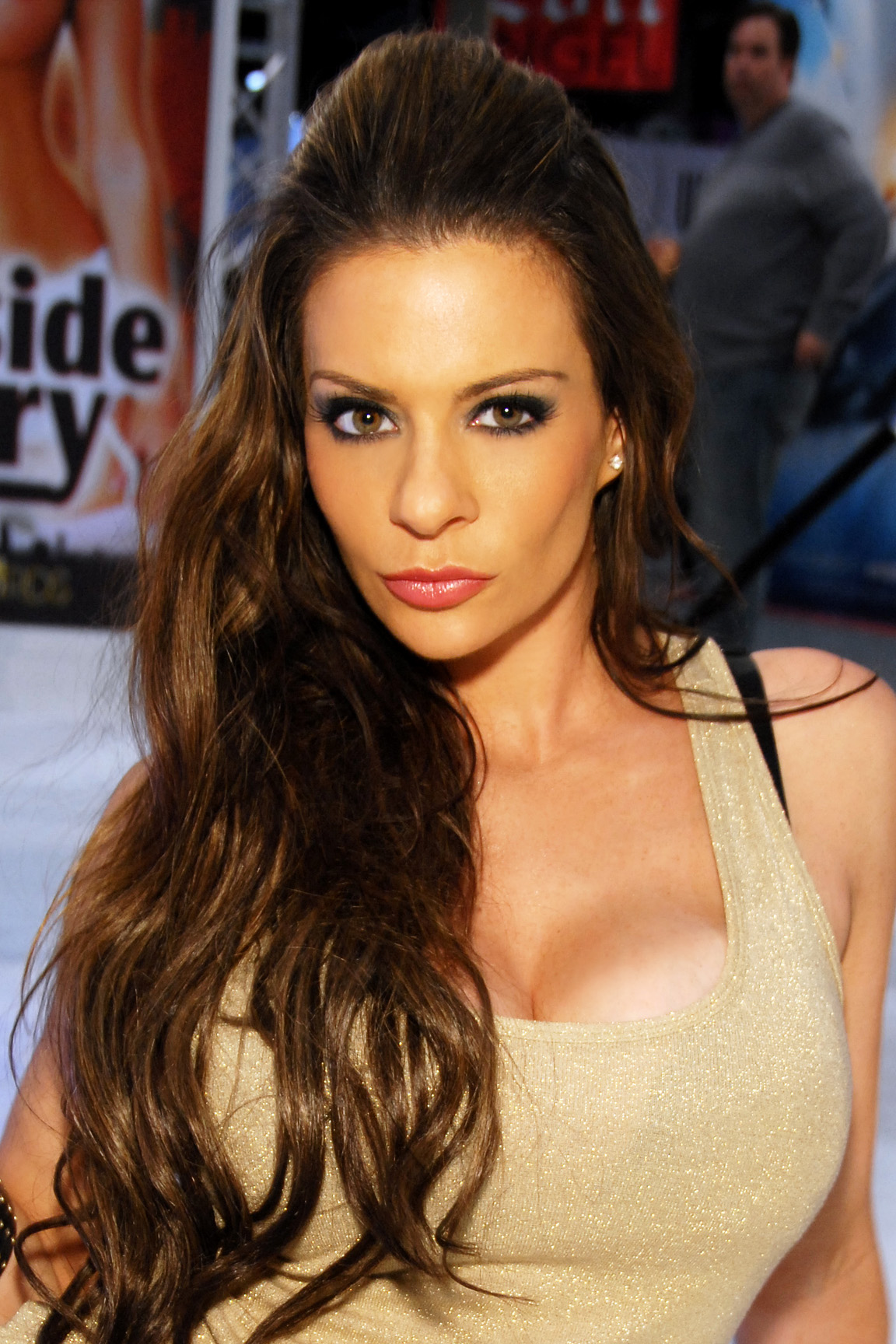
Linsey Dawn McKenzie auf der AVN Adult Entertainment Expo am 7. Januar 2011

Linsey Dawn McKenzie (* 7. August 1978 in Harrow, Middlesex, England) ist ein britisches Erotikmodel und arbeitete auch als Pornodarstellerin. Sie gilt im Vereinigten Königreich als populäres Page Three girl. 

## Karriere

### Model und Softpornos
McKenzie arbeitete zunächst als Model für erotische Fotografie, bevor sie sich der Pornografie zuwandte.
Sie begann ihre Modelkarriere im Alter von 15 Jahren. Ihre fünf Jahre ältere Schwester Alyson machte 1994 Oben-ohne-Fotos von ihr und schickte sie an eine lokale Modelagentur. Wenige Tage später wurde McKenzie von einem Fotografen zu ihren ersten professionellen Fotoaufnahmen eingeladen. 

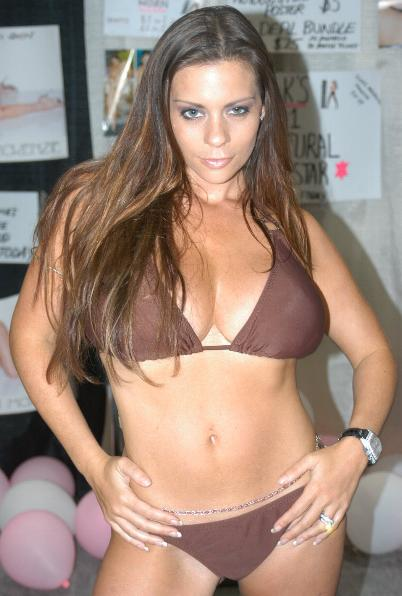
Linsey Dawn McKenzie (2006)

Ihre ersten Oben-ohne-Fotos wurden an ihrem 16. Geburtstag in der britischen Zeitung The Daily Sport publiziert. Diese machte aus der Veröffentlichung ein Ereignis, das sie Wochen vorher durch einen Countdown ankündigte. Im Juni und Juli des Jahres 1994 wurden dafür Fotos veröffentlicht, die sie in engen Tops, allerdings mit bedeckten Brüsten, zeigte. Die ersten Aufnahmen McKenzies entblößter Brust entstanden nachts, wenige Minuten nachdem sie 16 Jahre alt geworden war. Die Fotos wurden am selben Tag veröffentlicht. Zu diesem Zeitpunkt firmierte sie noch häufig unter dem Pseudonym Linzi.
Nach diesem Event setzte sie die enge Zusammenarbeit mit der Zeitung fort und trat mit weiteren Models bei einer Lap-Dance- und Striptease-Tour durch das Vereinigte Königreich auf. Des Weiteren veröffentlichte sie Nacktbilder in den Zeitungen The Sun und Daily Star und in Männermagazinen wie Loaded. Zudem zeigte sie sich in den Softcore-Magazinen Mayfair, Men Only und Whitehouse nackt.
Parallel spielte sie in Low-Budget-Produktionen für Softpornos mit, die in erster Linie Tanz- und Striptease-Aufnahmen in häuslicher Atmosphäre beinhalteten. Eines dieser frühen Videos (Titel: Linsey Dawn McKenzie and Her Sister) – gemeinsam mit ihrer älteren Schwester Alyson – zeigt eine Simulation von inzestuösen Lesbenszenen. Diese Aufnahmen entstanden, als Linsey 16 und Alyson 21 Jahre alt war. Im Jahr 2002 wurde der Film in dem Vereinigten Königreich auf DVD veröffentlicht.
Da das Publizieren von Oben-ohne-Fotos einer erst 16-Jährigen in England, aber nicht in den USA erlaubt ist, ist McKenzies Internetauftritt seither in zwei getrennte Seiten unterteilt. Im Alter von 18 Jahren unterschrieb sie einen Exklusivvertrag bei der amerikanischen The Score Group, deren Publikationen sich auf großbusige Darstellerinnen spezialisiert haben. Somit begann ihre Karriere auch in Nordamerika. Der Konzern veröffentlichte zu diesem Anlass das Video Linsey’s 18th Birthday.

### Pornos

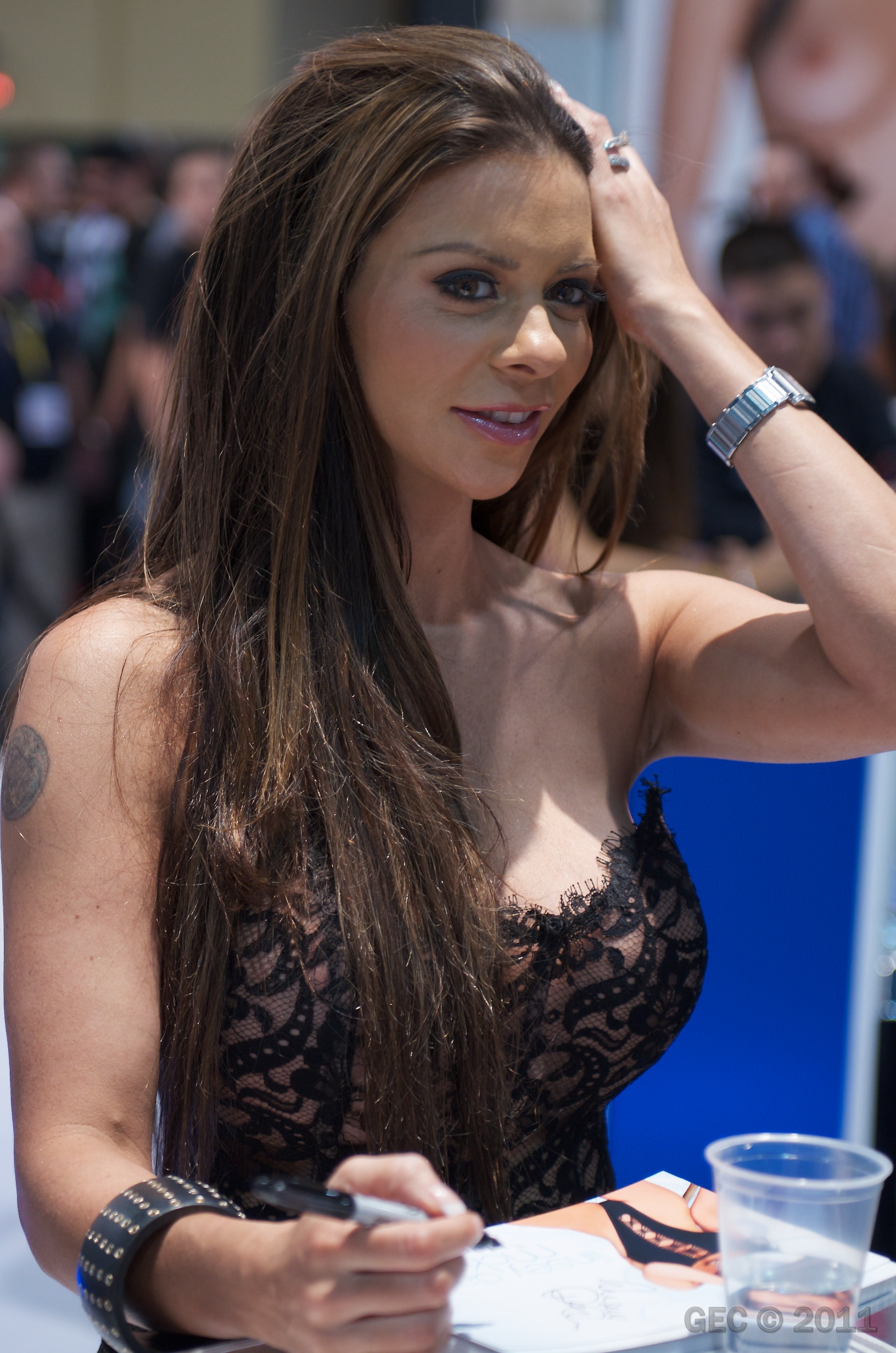
Linsey Dawn McKenzie auf der AVN Adult Entertainment Expo 2011.

- Linsey’s Lezzie Seduction (2000) mit McKenzie und der US-Amerikanerin Autumn Jade, die Oralverkehr aneinander vollziehen.
- Ultimate Linsey (2001) beinhaltet eine 23-minütige Szene, die McKenzie beim Oral-, Vaginal- und Mammalverkehr mit ihrem ersten Ehemann Terry Canty zeigt.
- Maximum Insertion (2004) zeigt McKenzie erstmals in einer ménage à trois mit Robert Rosenberg und Veronika Pagáčová
- Busty Anal Lovers (2005) zeigt Susie Wilden bei der Analpenetration von McKenzie mit einem Sexspielzeug.
- Anna Lovato: Yes Miss (2010)
- Leg Sex Magazine (2010)
- Blue Queen (2011)
- Sherlock: a XXX Parody (2015)
- Sherlock: A XXX Parody 2 (2015)
- Ma cousine est une putain (2016)
- Footballers Wives (2019)
- Inside Story 02 (2019)

McKenzie hat in ihrer Karriere eine kleine Anzahl von heterosexuellen Pornofilmen herausgebracht, da sie hauptsächlich lesbische Filme mit anderen großbusigen Darstellerinnen wie z. B. Autumn-Jade, Susie Wilden und Ines Cudna dreht.

### Fernsehauftritte
Auf der Höhe ihres Erfolgs in den 1990er Jahren trat McKenzie regelmäßig in britischen Talkshows auf, um über Erwachsenenunterhaltung und Brustgrößen zu reden. Ebenso nahm sie an den deutschen Talkshows von Tobi Schlegl und Peter Imhof teil. Später konnte sie einen Auftritt in der Howard Stern Show verzeichnen.
Als Promi-Kandidat war sie in den Sendungen I'm Famous and Frightened und der britischen Ausgabe von Der Schwächste fliegt (26. Mai 2008) zu sehen. In ihrer Eigenschaft als Page-3-Girl nahm sie an der 9. Folge der 2. Staffel der Sendung Brainiac teil, in der sie gegen eine Tiefseetaucherin und eine Opernsängerin antrat. Getestet wurde, ob das Lungenvolumen in Bezug zum Brustumfang steht.
Julian Jones zeigte McKenzie in seinem Dokumentarfilm The Curse of Page 3 aus dem Jahr 2003. Zudem war sie in einer Show von David Blaine zu sehen.
Am 29. Juli 1995 lief sie als Flitzer – bekleidet nur mit einem Thong und Sportschuhen; den Schriftzug „Only Teasing“ auf der Brust – während der Fernsehübertragung des Cricket-Spiels England gegen West Indies auf das Spielfeld des Old Trafford Cricket Ground in Greater Manchester.

## Privatleben
Sie wuchs im Londoner Stadtteil Wallington auf, der zum Stadtbezirk London Borough of Sutton gehört. Sie ist das jüngste von drei Kindern und wuchs bei ihren Eltern Lesley McKenzie, einer Grundschullehrerin, und Tony McKenzie, einem Gerüstbau-Unternehmer, auf. Als sich ihre Eltern scheiden ließen, war McKenzie acht Jahre alt.
Nach der Mittleren Reife (General Certificate of Secondary Education) plante sie zunächst eine Karriere in der Tourismus-Branche, bevor sie sich auf ihre Modelkarriere konzentrierte. Nach eigenen Angaben entwickelte sich ihre Oberweite ab dem zwölften Lebensjahr.
Da ihre Mutter ihre Engagements für pornographische Filme missbilligte, modifizierte sie vor dem ersten Dreh ihre Tätowierung „MUM“ auf der rechten Schulter zu einem astrologischen Zeichen, das die Himmelsscheibe von Nebra zeigt.
1996, im Alter von 17 Jahren, wurde sie bekannt durch eine außereheliche Affäre mit dem Fußballspieler Dean Holdsworth, der damals ein Stürmer für den FC Wimbledon war.
1998 verlobte sie sich mit dem Schauspieler Michael Greco.
McKenzie ist Mutter eines Sohnes. Am 5. Januar 2006 heiratete sie den ehemaligen Fußballspieler Mark Williams in London standesamtlich.
Ihre ältere Schwester Alyson McKenzie war ebenfalls Model bei der amerikanischen The Score Group.

## Auszeichnungen
- 2004: Score Magazine Model Of The Year
- 2015: UKAP Awards Best Webcam Performer